# キャッチあい
『キャッチあい』は、あいテレビが1992年10月1日から2017年9月29日まで、開局以来放送してきた平日夕方のローカルワイドニュース番組である。
本項では、2009年3月30日に改題・リニューアルした『THE NEWS キャッチあい』（ザ・ニュース キャッチあい）および、2010年3月29日から再改題・リニューアルした『NEWSキャッチあい』（ニュースキャッチあい）を一括して取り上げる。

## 概要

### 放送開始から2009年3月27日まで
- キー局の夕方ワイドニュース番組に内包されない独立番組であった。番組終了時刻が県内他局の夕方ローカルワイドニュースの中で一番早かったが、これは、終了後に5分間のローカルミニ番組をはさむことと、19時台ネット番組のフライングスタートの影響であった。
- オープニングは、3項目程度のヘッドラインを流したあと、ニュース映像とBGMをバックにタイトルが表示される。ニュース項目ごとにジングル（アタック音）が入る。番組終了時のスポンサークレジット（後提供）では、照明を落とし、薄暗いニューススタジオを背景映像にしていた。スタジオセットは黄色・オレンジ色など暖色を多く用いていた。

### 2009年3月30日から9月25日まで
- タイトルが変更され、独立番組のまま『総力報道!THE NEWS』に挿入内包される編成となった。スタジオセットは小規模な改造が行われ、旧スタジオの中心にあった“ITV”のロゴが、「デジタルロック」（同局地上デジタル放送告知ロゴで、数字の6に、南京錠の鍵穴がデザインされたもの）に変更された。また、『総力報道!THE NEWS』にあわせてリニューアルされたJNNニューススタジオ同様、キャスター席の頭上に吊り下げ式の液晶ディスプレイ3台が新設され、番組ロゴなどを映し出している。ただ、JNNニューススタジオのそれと異なり、ニュース項目や番組展開と連動した表示内容の切り替えは行われていない。
- オープニングは、『キャッチあい』時代と同じく、数項目のヘッドラインの後、ニュース映像とBGMをバックにタイトルが表示される。タイトルロゴは『総力報道!THE NEWS』のロゴをベースにし、BGMはシンセサイザーの特徴的な音源を生かしたシンプルなものになった。項目ごとに流れるジングル、天気予防のBGMなどは「キャッチあい」のものを踏襲した。ニュース項目タイトルのテロップデザインは、JNN系列の他局同様『総力報道!THE NEWS』と同様のものに統一された。

### 2009年9月28日から2010年3月26日まで
- 『総力報道!THE NEWS』の放送時間変更および『イブニングワイド』の放送開始にあわせ、番組開始・終了時間が5分繰り上げられた。

### 2010年3月29日から
- 『総力報道!』終了に伴い、『NEWSキャッチあい』に改題して18:15 - 18:54（以下日本時間）の放送になる。スタジオセットはほとんど変更されていない。
- 18:15にヘッドライン1項目をいれた予告を20秒で伝えた後、改めて、ヘッドライン2項目程度のあと、オープニングCGが流れる。BGMは天気予報BGMを除き変更され、BGMにはナッシュスタジオ作曲の「Opening (1)・Ending (1)」[1]となり、アタック音も変更された。
  - なお、ヘッドラインBGMにはナッシュスタジオ作曲の「Short（25）」[2]が使用されている。
- テロップは、ニュースが青と白、スポーツが赤と白を基調としたものを使用する。
- 全国スポーツは『Nスタ』の『こちら運動部』をVTR部分のみネットしている。

### 2017年（番組最末期）
- 『Nスタ』のタイトルは冠していないものの、2017年度のリニューアルで『Nスタ』と同じBGMが使われるようになった(「Nスタ」のコールがある辺りの部分はカット)。
- さらに、アニメーションやテロップも『Nスタ』と共通するようになった。
- 2017年10月改編で、『Nスタ』との一体感を図る為キャスター陣を刷新した『Nスタえひめ』を立ち上げる事が決まり、2017年9月29日[3]の放送を以って25年間続いた本番組は終了する事になった。

## 放送時間の変遷
| 期間      | 期間      | 放送時間（日本時間）      | 放送分数 |
| --------- | --------- | ------------------------- | -------- |
| 1992.10.1 | 2009.3.27 | 月曜 - 金曜 18:16 - 18:50 | 34分     |
| 2009.3.30 | 2009.9.25 | 月曜 - 金曜 18:05 - 18:45 | 40分     |
| 2009.9.28 | 2010.3.26 | 月曜 - 金曜 18:00 - 18:40 | 40分     |
| 2010.3.29 | 2017.9.29 | 月曜 - 金曜 18:15 - 18:54 | 39分     |

## キャスター
いずれも、出演時点ではあいテレビのアナウンサー。

### 番組終了時点での出演者
- 高橋浩由
- 平繁かなえ
- 五十嵐圭

### 過去の出演者
- 林和香子（木曜 - 金曜キャスター、2010年12月まで）
- 浜田友里子
- 井関裕貴

## 事件
自動車ローン詐欺事件報道における人権侵害認定
2000年10月6日、ニュースVTR上におけるぼかし処理、字幕スーパーの表現の不適切処理により視聴者に誤解を与えたとして、「放送と人権等権利に関する委員会（BRC、現在のBPO）」により人権侵害と認定された。詳細は、「放送倫理・番組向上機構」の当該節を参照されたい。